# Havasi giliszta
A havasi giliszták (jégférgek vagy más néven glaciális vagy gleccserférgek) a Mesenchytraeus nem enchytraeid gyűrűsférgei. A nemzetség fajainak többsége a kavicságyakban vagy a folyóparti élőhelyek partjain fordul elő, de legismertebb tagjai a gleccserjégben találhatók. Ide tartoznak az egyetlen olyan gyűrűsférgek, amelyekről ismert, hogy egész életüket gleccserjégben töltik, és néhány metazoa, amelyek teljes életciklusukat 0 °C alatti körülmények között töltik.
Sokféle környezetben fedezték fel őket, többek közt sík hómezőkön, meredek lavinakúpokon, hasadékfalakon, gleccserfolyókban és -medencékben, valamint a kemény gleccserjégben. Ezek az élőlények abban különlegesek, hogy egyszerűen tudnak mozogni a szorosan összetömörödött jégkristályok között. A testük külső oldalán található kis sörtékkel ragadják meg a jeget, s így húzzák előre magukat.

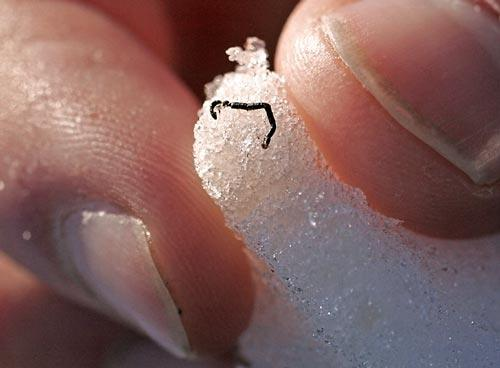
Ismeretlen jégféreg faja

A nemzetségbe 77 faj tartozik, köztük az észak-amerikai gleccser, a havasi giliszta (Mesenchytraeus solifugus) és a Yosemite-hóféreg (Mesenchytraeus gelidus).
A havasi giliszták hóalgákat és baktériumokat esznek. Nulla Celsius-fokon élnek, de ha a hőmérséklet csak kicsit is ez alá süllyed, a Washingtoni Állami Egyetem kutatója szerint a férgek elpusztulnak.

## Története
Észak-Amerikában az első jégféregfajt 1887-ben fedezték fel Alaszkában, a Muir-gleccsernél. Ezek a gleccserjégférgek Alaszka, Washington, Oregon és Brit Columbia gleccserein találhatók. A világ más eljegesedett vidékein nem találták őket.

## Leírás
Az észak-amerikai faj sajátos neve, a solifugus (a Mesenchytraeus solifugus része) latinul „napkerülő”-t jelent, mivel a jégférgek hajnal előtt behúzódnak a jég alá. A jégférgek enzimjei nagyon alacsony optimális hőmérsékletűek, és akár néhány fokkal 0 °C felett is denaturálódnak. Amikor a jégférgek olyan szerény hőmérsékletnek vannak kitéve, mint 5 °C, membránszerkezeteik szétválnak és szétesnek (azaz „elolvadnak”), aminek következtében maga a féreg „folyósodik”. A jégférgek több centiméter hosszúak, lehetnek feketék, kékek vagy fehérek. Este és reggel jönnek a gleccserek felszínére. Az északi kaszkádokban található Suiattle-gleccseren a populációszámlálások több mint 7 milliárd jégférget jeleztek.
Nem ismert, hogy a jégférgek hogyan tudnak áthaladni a jégen. Egyes tudósok úgy vélik, hogy a jégtakarók mikroszkopikus repedésein haladnak át, míg mások úgy gondolják, hogy olyan vegyi anyagot választanak ki magukból, amely a fagyáspont csökkentésével megolvaszthatja a jeget, például fagyálló anyagot. Hóalgákkal táplálkoznak.

## Fajok
A nemzetség 77 fajt tartalmaz. Ezek a következők:
 
A Mesenchytraeus franzi a Cognettia clarae szinonimája. A Mesenchytraeus megachaetae Shen, Chen & Xie, 2011-et a Mesenchytraeus gigachaetus Xie, 2012 névre keresztelték, mivel a korábbi nevet a Mesenchytraeus megachaetae Bretscher, 1901, az armatuschytraeus fiatalabb szinonimája foglalt volt.

## Fordítás
Ez a szócikk részben vagy egészben  az   Ice worm című angol Wikipédia-szócikk ezen változatának fordításán alapul.  Az eredeti cikk szerkesztőit annak laptörténete sorolja fel. Ez a jelzés csupán a megfogalmazás eredetét és a szerzői jogokat jelzi, nem szolgál a cikkben szereplő információk forrásmegjelöléseként.